# Shillington (Bedfordshire)
Shillington – wieś i civil parish w Anglii, w hrabstwie ceremonialnym Bedfordshire, w dystrykcie (unitary authority) Central Bedfordshire. Leży 18 km na południe od centrum miasta Bedford i 56 km na północ od centrum Londynu. W 2011 roku civil parish liczyła 1842 mieszkańców.